# Таганово (Московская область)
Таганово — деревня в Рузском районе Московской области России, входит в состав сельского поселения Дороховское. Население 8 человек на 2006 год. До 2006 года Таганово входило в состав Космодемьянского сельского округа.
Деревня расположена на крайнем юге района, на границе с Наро-Фоминским, примерно в 32 километрах к югу от Рузы, в излучине левого берега реки Исьма, высота центра над уровнем моря 185 м.